# Alternanthera glaucescens
Alternanthera glaucescens là loài thực vật có hoa thuộc họ Dền. Loài này được (Hook.f.) J.T.Howell mô tả khoa học đầu tiên năm 1933.